# Dirck van Moorsel
Dirck (Theodorus) van Moorsel (Stratum, 23 februari 1684 - 9 maart 1748) is een voormalig burgemeester van de Nederlandse stad Eindhoven. Van Moorsel werd geboren als zoon van Peter van Moorsel en Maria van der Renne. Hij was telg uit een geslacht van bierbrouwers.
Dirck van Moorsel was burgemeester van Eindhoven van 1 mei 1716 tot eind april 1717. Zijn jongere broer Cornelis van Moorsel werd later van 1720 tot 1721 eveneens burgemeester van Eindhoven.
Hij huwde Maria van Mierlo. Hij was ook zelf van beroep bierbrouwer te Eindhoven. Zijn dochter Maria huwde Henricus Casparus Michiels, dr.medicus te Venray afgestudeerd aan de universiteit van Harderwijk en de stamvader van het adellijke huis Michiels van Kessenich en Michiels van Verduijnen.